# Semiothisa indica
Semiothisa indica là một loài bướm đêm trong họ Geometridae.